# SENRI HAPPY
『SENRI HAPPY』（センリ・ハッピー）は、大江千里の13枚目のスタジオ・アルバム。1996年5月2日発売。発売元はエピックレコードジャパン。デジパック、ピクチャーCDレーベル仕様。

## 収録曲
| 全作詞・作曲: 大江千里。 |                                     |           |            |            |      |
| #                        | タイトル                            | 作詞      | 作曲・編曲 | 編曲       | 時間 |
| 1.                       | 「Downtown Girl」                   | 大江千里  | 大江千里   | 清水信之   | 3:35 |
| 2.                       | 「Happy Honeymoon」                 | 大江千里  | 大江千里   | 奈良部匠平 | 4:50 |
| 3.                       | 「さよならも言えずに (UK Version)」 | 大江千里  | 大江千里   | 奈良部匠平 | 4:35 |
| 4.                       | 「渚橋」                            | 大江千里  | 大江千里   | 清水信之   | 5:33 |
| 5.                       | 「St. John's Wood」                 | 大江千里  | 大江千里   | 大江千里   | 1:19 |
| 6.                       | 「うぶげのきもち」                  | 大江千里  | 大江千里   | 清水信之   | 3:48 |
| 7.                       | 「雨音」                            | 大江千里  | 大江千里   | 清水信之   | 5:33 |
| 8.                       | 「Echo」                            | 大江千里  | 大江千里   | 清水信之   | 4:42 |
| 9.                       | 「Summer Valentine」                | 大江千里  | 大江千里   | 清水信之   | 5:25 |
| 10.                      | 「なんでぼくらは逢ったんだろうか」  | 大江千里  | 大江千里   | 清水信之   | 4:38 |
| 合計時間:                | 合計時間:                           | 合計時間: | 43:58      |            |      |

## 楽曲解説
1. Downtown Girl
2. Happy Honeymoon
33rdシングル。
3. さよならも言えずに (UK Version)
32ndシングルの別バージョン。
4. 渚橋
5. St. John's Wood
6. うぶげのきもち
7. 雨音
8. Echo
1999年に発売されたベスト・アルバム『2000 JOE』には、別バージョンが収録された[4]。
9. Summer Valentine
10. なんでぼくらは逢ったんだろうか